# Самбрана, Антонио
Антонио Самбра́на-и-Васкес (исп. Antonio Zambrana y Vázquez; 19 июня 1846, Гавана, Испанская Куба — 27 марта 1922, там же, Республика Куба) — кубинский и коста-риканский юрист, журналист, преподаватель и политический деятель.

## Биография
Учился в колледже (колехио) Сальвадор, был учеником Хосе де ла Луса Кабальеро, в 1867 году получил степень бакалавра гражданского права Гаванского университета.
В начале Десятилетней войны за независимость Кубы от Испании в 1868 году присоединился к восстанию против испанских властей, в следующем году стал членом Центральной палаты представителей, представляя революционеров Камагуэй. 10 апреля 1869 года принял участие в Ассамблее Гуаймаро, где была принята первая кубинская конституция, написанная им вместе с Игнасио Аграмонте. Был организатором государственных административных институтов во время этой первой попытки независимости Кубы. 
В 1873 году отправился в США, чтобы попытаться заручиться там поддержкой в борьбе за независимость Кубы и вести пропаганду в её защиту, основал в Америке газеты La Revolución и La Independencia, а затем посетил несколько латиноамериканских и европейских стран, где также искал поддержки восстанию. Написал тематическую книгу «Кубинская республика» (1873). Позже осел в Коста-Рике (в 1874—1882), стал там известным юристом и профессором права, а в 1883 году был назначен послом этой страны в Никарагуа, подписав в этом качестве договор Самбрана-Альвареса, который не был в итоге ратифицирован.
Активно участвовал в реализации плана Гомеса-Масео, но в 1884 году отказался от этого. В 1885 году несколько месяцев прожил в Мексике, в 1886 году вернулся на Кубу и основал газету El Cubano. В следующем году он был избран депутатом кортесов, но этот результат был объявлен недействительным по той причине, что много лет назад он занимал пост в иностранном правительстве (посол Коста-Рики в Никарагуа) без разрешения правительства Испании. Он был членом руководства Автономистской партии, принадлежа к её радикальному крылу, и в 1892 году сорвал местные выборы.
В 1891 году он вернулся в Коста-Рику, где снова посвятил себя юридической практике и преподаванию,а также сотрудничал в газетах «Пас» (La Paz), «Фигаро» (El Figaro), «Дискусьон» (La Discusión) и других изданиях. В 1904 году парламент Коста-Рики избрал его судьёй Верховного суда Коста-Рики; в 1908 году он был переизбран на этой должности и работал на ней до своей отставки в 1911 году. Одновременно он преподавал в течение многих лет в Школе права и ныне считается фактическим основателем изучения истории права и римского права в Коста-Рике; в своей преподавательской деятельности он отстаивал идеи философии позитивизма и привязанности к институтам. В 1911 году, после серьёзного скандала, вызванного обвинением в должностных преступлениях, несмотря на то, что он был полностью оправдан, Самбрана решил уйти в отставку с должности судьи и оставить Коста-Рику. Он вернулся в родную страну (на тот момент уже независимую) и в течение некоторого времени служил послом Кубы в Колумбии и Эквадоре. В последние годы жизни он оставался в стороне от политической деятельности.